# 钱传钧
钱传钧（1926年—2004年），男，上海人，中华人民共和国政治人物，曾任中华人民共和国冶金工业部副部长、党组成员，中国冶金企业管理协会理事长。